# Liste der Fahrradstraßen in Hamburg

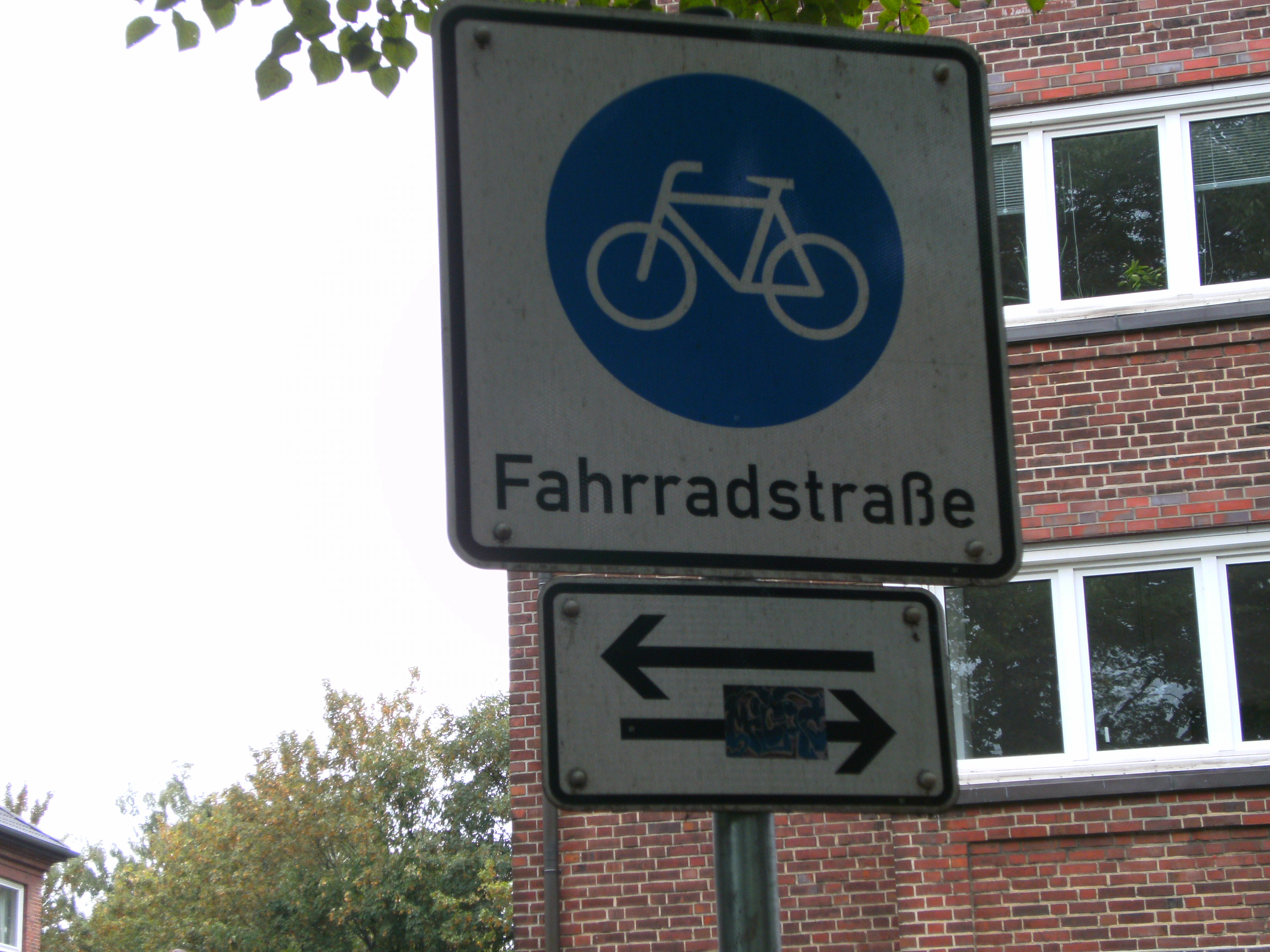
Verkehrszeichen 244.1 in der Hartwicusstraße

Die Liste der Fahrradstraßen in Hamburg ist eine Übersicht der im Hamburger Stadtgebiet vorhandenen Straßen, die mit dem entsprechenden Verkehrszeichen als Fahrradstraße ausgewiesen sind.

## Überblick
In Hamburg leben ca. 1,9 Millionen Einwohner (Stand: 2020). Für 15 % der Wege benutzen Hamburger Einwohner das Fahrrad. Unter anderem um den Radverkehr zu fördern werden in Hamburg Fahrradstraßen eingerichtet.

## Übersicht der Straßen
Die nachfolgende Tabelle gibt eine Übersicht über alle Fahrradstraßen in Hamburg sowie einige dazugehörige Informationen. Im Einzelnen sind dies:
- Name/Lage: aktuelle Bezeichnung der Straße. Über den Link (Lage) kann die Straße, der Platz oder die Brücke auf verschiedenen Kartendiensten angezeigt werden. Die Geoposition gibt dabei ungefähr die Mitte an.
- Straßenschlüssel: amtlicher Straßenschlüssel, bestehend aus einem Buchstaben (Anfangsbuchstabe der Straße, des Platzes oder der Brücke) und einer dreistelligen Nummer.
- Länge/Maße in Metern. Ggf. nur der Teil, welcher als Fahrradstraße beschildert ist
Hinweis: Die in der Übersicht enthaltenen Längenangaben sind nach mathematischen Regeln auf- oder abgerundete Übersichtswerte, die im Hamburger Geo-Portal[3] mit dem dortigen Maßstab ermittelt wurden. Sie dienen eher Vergleichszwecken und werden, sofern amtliche Werte bekannt sind, ausgetauscht und gesondert gekennzeichnet.
- Stadtteile: Stadtteile, durch die die Fahrradstraße verläuft
- Einrichtung als Fahrradstraße: Jahr der offiziellen Einrichtung als Fahrradstraße.
- Veloroute: Verlauf einer Veloroute durch die Fahrradstraße
- Anmerkungen: Weitere Informationen bezüglich anliegender Institutionen, der Geschichte der Straße, historischer Bezeichnungen, Baudenkmale usw.
- Bild: Foto der Straße oder eines anliegenden Objektes.

| Name/Lage                                                            | Straßen- schlüssel | Länge/Maße (in Metern) | Stadtteile                | Einrichtung als Fahrradstraße | Veloroute | Anmerkungen | Bild                                             |
| -------------------------------------------------------------------- | ------------------ | ---------------------- | ------------------------- | ----------------------------- | --------- | --- | ------------------------------------------------ |
| Alsterufer (Lage)                                                    | A118               | 1110                   | Rotherbaum                | 2018                          | 4         | Ausbau der Fahrradstraße nördlich von „Fontenay“ abgeschlossen. Der Teil südlich von „Fontenay“ bis „Kennedybrücke“ befindet sich im Bau   | Alsterufer                                       |
| Adenauerallee (Lage)                                                 | A554               | 0420                   | St. Georg                 | 2013                          | 7, 8      | Fahrradstraße nur auf der nördlichen Nebenfahrbahn                                                                                         | Adenauerallee, Nebenfahrbahn, Fahrradstraße      |
| Am Lohsepark (Lage)                                                  | A732               | 0375                   | HafenCity                 | 2017                          |           | | Am Lohsepark                                     |
| An der Kreisbahn (Lage)                                              | A402               | 1300                   | Billstedt/Lohbrügge       | 2019–2020                     | 8         | | An der Kreisbahn                                 |
| Bornstraße (Lage)                                                    | B502               | 0250                   | Rotherbaum                | 1998                          |           | Eine der ersten Fahrradstraßen in Hamburg                                                                                                  | Bornstraße                                       |
| Brookdeich (Lage)                                                    | B619               | 0650                   | Bergedorf                 | 2007                          |           | |                                                  |
| Chemnitzstraße (Lage)                                                | C024               | 0500                   | Altona-Altstadt           | 2019                          | 1         | Eine sog. Modalsperre verhindert den Durchgangsverkehr                                                                                     | Chemnitzstraße                                   |
| Denickestraße                                                        |                    |                        | Eißendorf und Heimfeld    | 2022                          | 11        | Fahrradstraße vom Gelände der Technischen Universität Hamburg bis Friedhofstraße; an der Ecke Gazertstraße befindet sich ein Fahrradladen. | Denickestraße                                    |
| Falkensteiner Ufer (Lage)                                            | F023               | 1320                   | Blankenese                | 2012                          |           | Zeitweise aufgrund der Krötenwanderung gesperrt                                                                                            | Falkensteiner Ufer                               |
| Goebenstraße (Lage)                                                  | G129               | 0380                   | Eimsbüttel                | 2016                          | 3         | | Goebenstraße                                     |
| Große Elbstraße (Lage)                                               | G266               | 0200                   | Ottensen                  | 2013                          |           | Fahrradstraße von Hausnummer 277 bis Kehre                                                                                                 | Große Elbstraße                                  |
| Hartungstraße (Lage)                                                 | H152               | 01000                  | Rotherbaum                | 2020                          | 3         | Fahrradstraße zwischen Grindelhof und Schlüterstraße                                                                                       | Hartungstraße                                    |
| Hartwicusstraße (Lage)                                               | H153               | 0515                   | Uhlenhorst                | 2018–2019                     | 6         | Fahrradstraße von Mundsburger Damm bis Schürbeker Straße                                                                                   | Hartwicusstraße                                  |
| Harvestehuder Weg (Lage)                                             | H157               | 1330                   | Harvestehude/Rotherbaum   | 2014                          | 4         | Pilotabschnitt Alster Fahrradachsen | Harvestehuder Weg (Rotherbaum)                   |
| Heinrich-Barth-Straße (Lage)                                         | H291               | 080                    | Rotherbaum                | 1998                          |           | Fahrradstraße von Rutschbahn bis Rappstraße                                                                                                | Heinrich-Barth-Straße                            |
| Högenstraße (Lage)                                                   | H489               | 0500                   | Stellingen                | 2020                          | 2         | Fahrradstraße von Langenfelder Damm bis Kehre                                                                                              | Högenstraße                                      |
| Honartsdeicher Weg (Lage)                                            | H616               | 1220                   | Wilhelmsburg              | 2012                          | 11        | von S-Bahnhof Veddel bis Honartsdeicher Kehre                                                                                              | Honartsdeicher Weg                               |
| Horner Weg (Lage)                                                    | H640               | 1400                   | Hamm/Horn                 | 2018                          | 8         | Fahrradstraße östlich der Caspar-Voght-Straße                                                                                              | Horner Weg                                       |
| Leinpfad (Lage)                                                      | L115               | 1610                   | Winterhude                | 2017                          | 4         | | Leinpfad                                         |
| Lortzingstraße (Lage)                                                | L253               | 0380                   | Barmbek-Süd               | 2012                          | 6         | | Lortzingstraße                                   |
| Luruper Hauptstraße 114 a-l (Lage)                                   | L319               | 0170                   | Lurup                     | 2020/2021                     |           | Sackgasse |                                                  |
| Maukestieg (Lage)                                                    | M095               | 0100                   | Billstedt                 | 2016                          |           | westlich der Fahrradstraße geht der Maukestieg in einen eigenständigen Radweg über                                                         |                                                  |
| Rheingoldweg (Lage)                                                  | R174               | 0520                   | Rissen                    | 2015                          | 1         | Fahrradstraße östlich des Meistersingerweg bis zur Landesgrenze                                                                            |                                                  |
| Riedweg (Lage)                                                       | R190               | 0155                   | Horn                      | 2019                          |           | |                                                  |
| Rutschbahn (Lage)                                                    | R379               | 0150                   | Rotherbaum                | 1998                          | 3         | Fahrradstraße von Grindelallee bis Heinrich-Barth-Straße                                                                                   | Rutschbahn                                       |
| Thadenstraße (Lage)                                                  | T052               | 0555                   | Altona-Altstadt/St. Pauli | 2020                          | 1         | Fahrradstraße westlich Bernstorffstraße. Der östliche Teil ist in Bau.                                                                     |                                                  |
| Tornquiststraße (Lage)                                               | T142               | 0375                   | Eimsbüttel                | 2019                          | 2         | | Tornquiststraße                                  |
| Uferstraße (Lage)                                                    | U006               | 0500                   | Barmbek-Süd               | 2012                          | 6         | Fahrradstraße westlicher Teil ab Richardstraße. Umbau der Uferstraße östlich der Richardstraße zur Fahrradstraße in Planung                | Uferstraße, zu Barmbek-Süd gehörender Teil       |
| Unbenannter Weg Rotenhäuser Straße (Verbindung zum Vogelhüttendeich) | X999               | 1020                   | Wilhelmsburg              | 2012                          | 11        | Teil des LOOPs |                                                  |
| Unbenannter Weg Stadtdeich                                           | X999               | 060                    | Rothenburgsort            | 2014                          | 9         | Rampe zum Billhafener Löschplatz | Unbenannter Weg Stadtdeich                       |
| Vierbergen (Lage)                                                    | V039               | 0200                   | Horn                      | 2019                          |           | | Vierbergen                                       |
| Von-Essen-Straße (Lage)                                              | V098               | 065                    | Barmbek-Süd               | 2012                          | 6         | Fahrradstraße zwischen Uferstraße und Lortzingstraße                                                                                       | Von-Essen-Straße, zu Barmbek-Süd gehörender Teil |